# Kortrijkse Zwemkring
Il Kortrijkse Zwemkring, abbreviato anche con KZK, è una polisportiva belga, nota per la sua sezione pallanuotistica. Essa vanta di aver conquistato in trenta anni di attività (sezione aperta nel 1981) dieci campionati belgi e undici Coppe del Belgio.

## Storia
La polisportiva viene fondata nel 1977 a Courtrai, comune belga. La sezione di pallanuoto invece, che sarà la causa principale della notorietà del club, viene inaugurata solamente quattro anni più tardi, nel 1981. La squadra passa il primo decennio di attività senza grandi successi in campo nazionale. Il primo segno di cambiamento arriva nel 1992, quando la squadra vince per la prima volta il campionato belga. Dopo essersi dovuti arrendere davanti al Tournai nel 1993, il Kortrijkse riconquista il titolo nel 1994, mantenendolo per tre stagioni fino al 1996. Contemporaneamente si impone per la prima volta anche nella Coppa del Belgio, vincendo le edizioni del 1994 e del 1996. Dopo quest'ultimo titolo inizia un periodo durante il quale la squadra di Courtrai non riesce a prevalere sulle altre squadre in modo netto, favorendo la conquista dei titoli in palio del Mouscronnois e del Tournai. Dopo la vittoria del sesto titolo nel 2004, i biancorossi si impongono in campionato per quattro anni consecutivamente, stabilendo il record personale di titoli vinti ininterrottamente, tra il 2006 e il 2009.

## Palmarès

### Competizioni nazionali
- Campionato belga: 10

1992, 1994, 1995, 1996, 2001, 2004, 2006, 2007, 2008, 2009 
- Coppa del Belgio: 11

1994, 1996, 1998, 1999, 2001, 2005, 2006, 2007, 2008, 2009, 2010